# 明尼索特比奇 (北卡羅萊納州)
明尼索特比奇（英語：Minnesott Beach）是一個位於美國北卡羅萊納州帕姆利科縣的城鎮。

## 人口
根據2020年美國人口普查的數據，明尼索特比奇的面積為9.18平方千米，當中陸地面積為8.99平方千米，而水域面積為0.19平方千米。當地共有人口530人，而人口密度為每平方千米58人。